# Рокфор-сюр-Гарон
Рокфо́р-сюр-Гаро́н (фр. Roquefort-sur-Garonne, окс. Ròcahòrt de Garona) — коммуна во Франции, находится в регионе Юг — Пиренеи. Департамент — Верхняя Гаронна. Входит в состав кантона Сали-дю-Салат. Округ коммуны — Сен-Годенс.
Код INSEE коммуны — 31457.

## География
Коммуна расположена приблизительно в 650 км к югу от Парижа, в 65 км к юго-западу от Тулузы.
По территории коммуны протекают реки Гаронна и Сала.

## Климат
Климат умеренно-океанический. Зима мягкая и снежная, весна характеризуется сильными дождями и грозами, лето сухое и жаркое, осень солнечная. Преобладают сильные юго-восточные и северо-западные ветры.

## Население
Население коммуны на 2010 год составляло 783 человека.
| 1962 | 1968 | 1975 | 1982 | 1990 | 1999 | 2010 |
| ---- | ---- | ---- | ---- | ---- | ---- | ---- |
| 897  | 988  | 842  | 810  | 806  | 715  | 783  |

## Экономика
В 2010 среди 473 человек трудоспособного возраста (15—64 лет) 336 были экономически активными, 137 — неактивными (показатель активности — 71,0 %, в 1999 году было 68,0 %). Из 336 активных жителей работали 308 человек (169 мужчин и 139 женщин), безработных было 28 (11 мужчин и 17 женщин). Среди 137 неактивных 40 человек были учениками или студентами, 47 — пенсионерами, 50 были неактивными по другим причинам.

## Достопримечательности
- Церковь Св. Мартина

## Фотогалерея

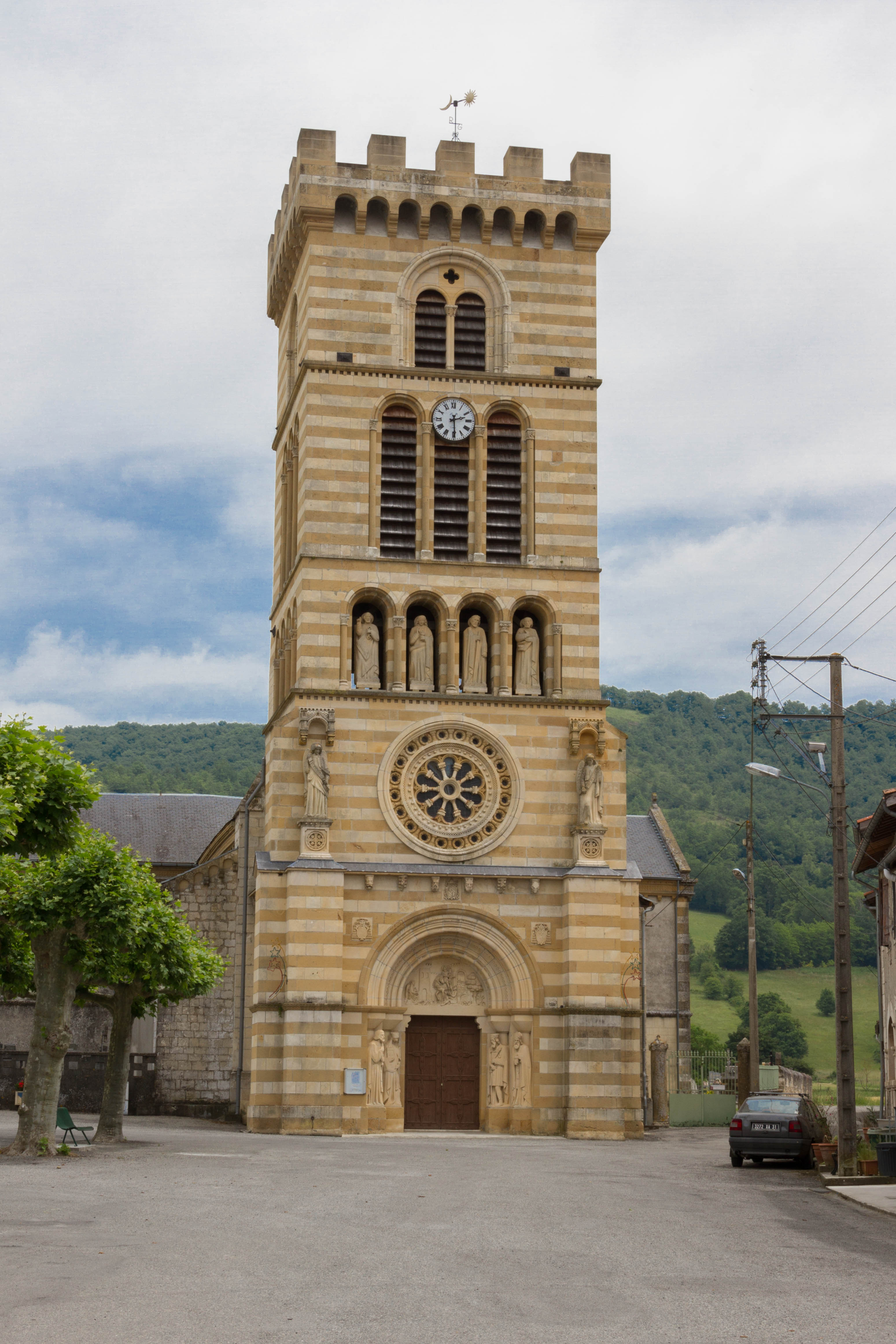
Церковь Св. Мартина
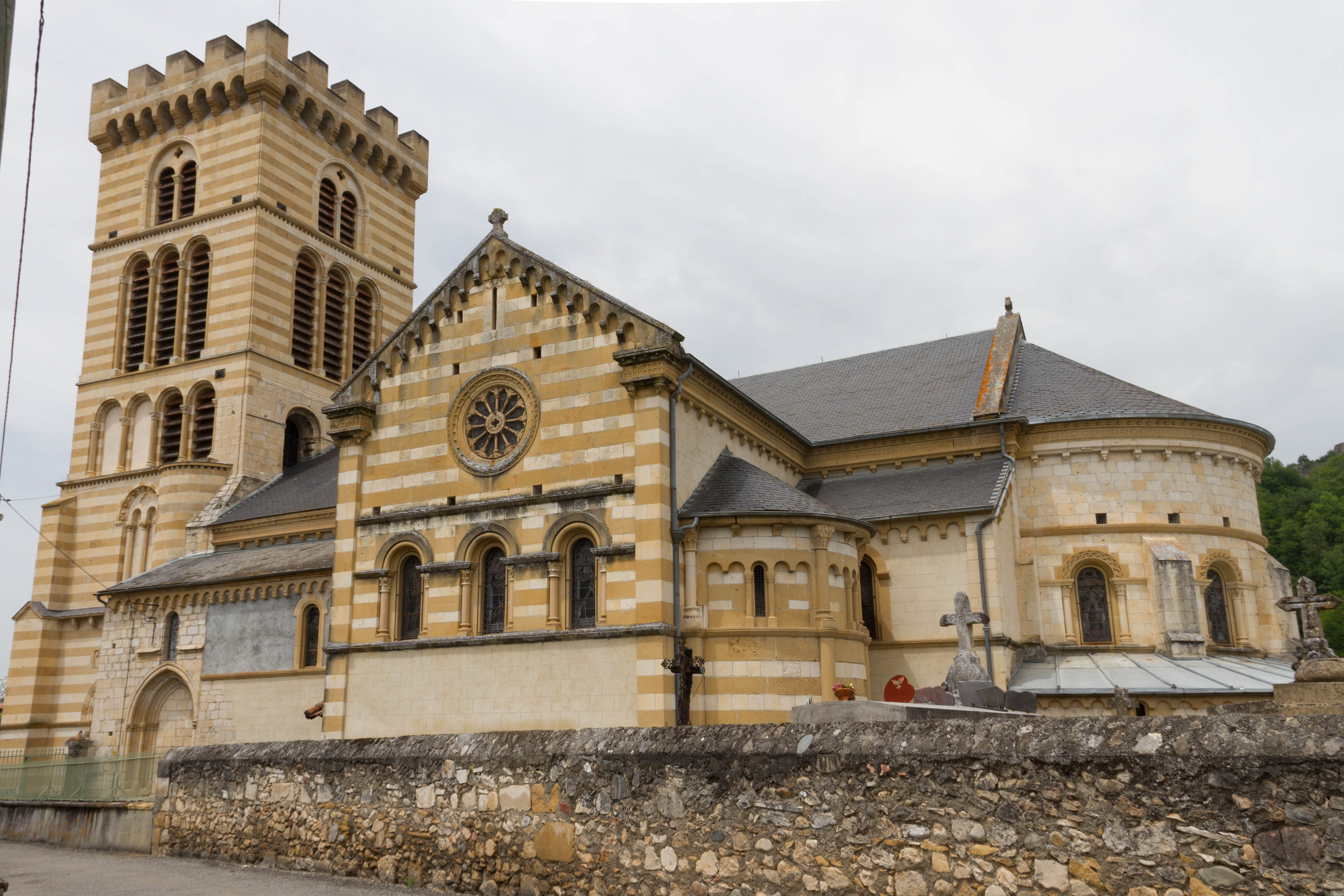
Церковь Св. Мартина
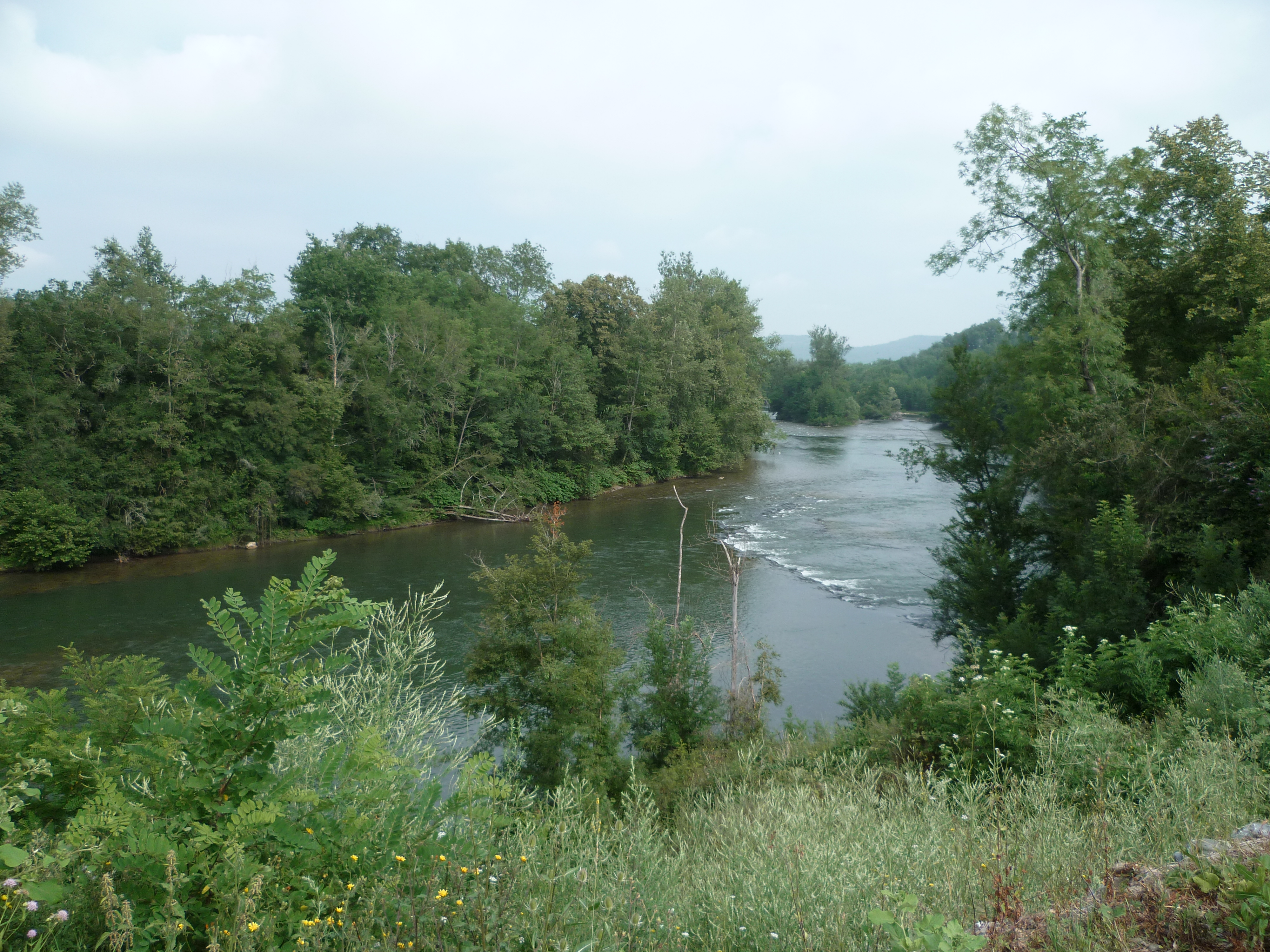
Река Сала
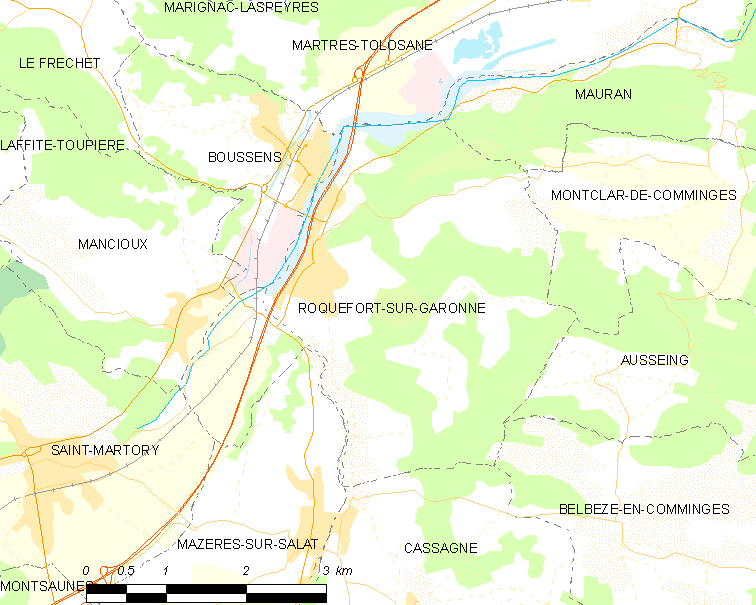
Карта коммуны